# Грети (Фиренца)
Грети је насеље у Италији у округу Фиренца, региону Тоскана.
Према процени из 2011. у насељу је живело 355 становника. Насеље се налази на надморској висини од 216 м.